# Mavaca (paroisse civile)
Pour les articles homonymes, voir Mavaca.
Mavaca est l'une des quatre paroisses civiles de la municipalité d'Alto Orinoco dans l'État d'Amazonas au Venezuela. Son code postal est 7101. Sa capitale est Mavaca. En 2011, sa population s'élève à 1 289 habitants.

## Géographie

### Démographie
Hormis sa capitale  Mavaca, la paroisse civile possède plusieurs localités :
- Acanasimobi-teri
- Aroarima-teri
- Cañonamaña
- Caroji-teri
- Casiragüey-teri
- Casorogüey-teri
- Cerro Chalbaud I
- Cerro Chalbaud II
- Cerro Chalbaud III
- Cerro Chalbaud IV
- Cerro Paloma
- Continamo
- Coyosigüey-teri
- Curagua-teri
- El Caño
- Guanabigüei-teri
- Holeapï
- Ihiripï
- Jasubua-teri
- Javitagüey-teri
- Jaya-teri
- Jocaracagüey-teri
- Klïnïklïnïmapïwei
- Kolesheiaïle
- Kosipë
- Macorima-teri
- Maimasipïwei
- Mashapimai
- Mavaca
- Mimaribigüey-teri
- Mokoropïwei
- Motogüey-teri
- Opojü-teri
- Opotagüey-teri
- Parepoy-teri
- Patanogüey-teri
- Pëïsïpïwei
- Platanal
- Pontao-teri
- Puerto Ceiba
- Puerto Level
- Sabana de Flechas
- San Benito
- Santa María de Los Guaicas
- Sasanagüey-teri
- Seducuragüey-teri
- Shama-teri
- Siparigüey-teri
- Tacogüey-teri
- Toropogüei-teri
- Tuquirijuña
- Uadupauia-teri
- Uanajuña
- Uarocoua-teri
- Uitocaya-teri
- Wanaña
- Welehei
- Yakaopë
- Yapithawë